# Poveglia
Poveglia er en lille ø beliggende mellem Venedig og Lido, i Venediglagunen, Italien
Øen har en skæbnesvanger historie og er anset af nogle som et hot spot for spøgelser. Gennem middelalderen blev den anvendt til at isolere tusinder af pestens ofre, og gennem tre omgange da den sorte død hærgede Europa ligeledes brugt til massegrave som resultat af ofrene for pesten. Dette blev set som en effektiv måde at holde de syge adskilt fra de raske. Det er anslået at 160,000 mennesker døde på øen gennem dens historie.
Øen var hjemsted for et lille samfund indtil den, grundet Chioggiakrigen mellem Venedig og Genova, blev forladt omkring år 1380.
I 1922 blev et psykiatrisk hospital opført på øen. Rygtet siger at mange at patienterne snart efter deres ankomst påstod at kunne se de forpinte ånder af pestofrene. Lægen på stedet efterforskede fænomenet ved at udføre grove lobotomiske indgreb og medicinske eksperimenter. Han begyndte formentlig selv at se spøgelser og gik fra forstanden. Efter hans død anbragte de tilbageværende patienter hans legeme i klokketårnet og forseglede dets udgange. Efter denne hændelse blev hospitalet forladt og har været det indtil i dag.
Det siges at man, hvis man sejler forbi øen ved tusmørke, endnu kan høre skrigene fra de forpinte pestofre.